# حسن كعبية
حسن كَعْبِيَّة (بالعبرية: חסן כעבייה) دِبْلُمَاسِيٌّ إسرائيليٌّ ونائبُ رئيسِ مكتب الاتصال الإسرائيلي في الرباط عاصمةِ المملكة المغربية منذ أواخر يوليو 2024. عمِل من قبلُ ناطقا رسميا لوزارة الخارجية الإسرائيلية باللغة العربية ثمانيَ سنين وزيادة، وكان قبل انخراطه في العمل الدبلماسيِّ ضابطا في الجيش الإسرائيلي مدةَ 22 سنة. أثارت تصريحاتُه يوم 16 أكتوبر 2023 عَقِبَ مسيرات شعبية مغربية تؤيّد المقاومة الفلسطينية وتشجُب العدوان الإسرائيلي على قطاع غزة غضبَ المغاربة الذين وصفهم فيها بأنهم «ليسوا بشرًا ولا يمتّون للإنسانية بصلة،» مُردفًا أن «عليهم أن يراجعوا موقفهم.»
ولد كعبيةُ في مدينة الناصرة شمال فلسطين المحتلة وفيها تلقى التكوين الابتدائي، قبل أن يواصل تعلمه في جامعة حيفا حيثُ درس العلوم السياسية وتاريخَ الشرق الأوسط.